# Jan Stadnicki (inženýr)
Jan Stadnicki (31. ledna 1841 Tarnów – 20. prosince 1919 Krakov) byl rakouský inženýr a politik polské národnosti z Haliče, v 2. polovině 19. století poslanec Říšské rady.

## Biografie
Byl šlechtického původu. Působil jako inženýr a politik.
V letech 1853–1858 vystudoval gymnázium svaté Anny v Krakově. Od roku 1859 studoval na École des Ponts et Chaussées v Paříži. Studia dokončil okolo roku 1863 a pak nastoupil na praxi jako inženýr na stavbu železniční dráhy Paříž-Bordeaux. Po návratu do Haliče se podílel na výstavbě několika železničních tratí a regulacích řek. Spravoval své statky. Od roku 1866 byl členem hospodářské a rolnické společnosti v Krakově. Od roku 1868 až do své smrti zasedal v okresním zastupitelstvu v Brzesku. Byl rovněž členem mnoha hospodářských organizací a spolků.
Byl aktivní politicky. Působil jako poslanec Haličského zemského sněmu. Byl sem zvolen roku 1877 za kurii velkostatkářskou, obvod Tarnów. Byl členem četných sněmovních výborů a komisí. Opakovaně obhájil mandát zemského poslance, nyní za kurii venkovských obcí, obvod Brzesk, Radłó, Wojnicz. Poslancem zůstal až do konce volebního období v roce 1895.
Byl rovněž i poslancem Říšské rady (celostátního parlamentu Předlitavska), kde usedl v doplňovacích volbách roku 1882 místo zesnulého poslance Józefa Kazimierze Martusiewicze za kurii venkovských obcí v Haliči, obvod Tarnow, Pilzno, Dombrowa atd. Slib složil 20. ledna 1882. Do Říšské rady se vrátil později ve volbách roku 1891, nyní za kurii velkostatkářskou. Dopisem z 22. 1. 1895 byl povolán do Panské sněmovny (nevolená horní komora Říšské rady). Ve volebním období 1879–1885 se uvádí jako hrabě Johann Stadnicki, statkář, bytem Wielka. Patřil mezi polské národní poslance. Reprezentoval parlamentní Polský klub. V parlamentní rozpravě v roce 1893 odmítl všeobecné volební právo.
Opakovaně se o něm mluvilo jako o kandidátovi na místodržícího Haliče, ale post nikdy nezískal. Ve vyšší kariéře mu bránila jeho vznětlivá povaha. V tisku byl často kritizován. Ještě za první světové války se účastnil porad konzervativních polských politiků ve Vídni. V roce 1917 odešel z veřejného života. Při té příležitosti mu audienci udělil císař Karel. Zemřel roku 1919.